# NGC 4482
NGC 4482 је елиптична галаксија у сазвежђу Девица која се налази на NGC листи објеката дубоког неба, удаљена око 60 милиона светлосних година.
Деклинација објекта је + 10° 46' 45" а ректасцензија 12h 30m 10,3s. Привидна величина (магнитуда) објекта NGC 4482 износи 12,7 а фотографска магнитуда 13,7. Налази се на удаљености од 18,740 милиона парсека од Сунца. NGC 4482 је још познат и под ознакама IC 3427, UGC 7640, MCG 2-32-98, CGCG 70-130, VCC 1261, PGC 41272.
Галаксију је, 15. марта 1784, открио Вилхелм Хершел.